# Kribi
Kribi je město v kamerunském Jižním regionu, v němž žije okolo 70 000 obyvatel. Nachází se 160 km jižně od Doualy při ústí řeky Lobé do Guinejského zálivu. Kribi je významným turistickým letoviskem díky svým písečným plážím a rybolovu. Za ekonomickým rozvojem města stojí hlubokomořský přístav, z něhož se vyváží ropa, zemní plyn a železná ruda z ložisek ve vnitrozemí. K památkám patří maják postavený Němci v roce 1906. Proslulými atrakcemi v blízkosti města jsou vodopády na řece Lobé a národní park Campo Ma'an s gorilami. V okolních pralesích žijí Pygmejové. Podnebí je horké a vlhké. Město je sídlem římskokatolické diecéze. Hraje zde fotbalový klub Océan Kribi.

## Partnerská města
- Saint-Nazaire (Francie)
- Bad Belzig (Německo)